# Кэррингтон, Брюс
Брюс Кэррингтон (англ. Bruce Carrington; 17 апреля 1997, Уэстбери, США) — американский боксёр-профессионал. Проспект года по версии журнала «Ринг» (2023). Бронзовый призёр чемпионата США среди любителей (2016, 2017). В профессиональном боксе бывший чемпион WBO Inter-Continental (2024—2025) в полулёгком весе. Бывший чемпион WBC Silver (2024) в полулёгком весе. Чемпион IBF International в полулёгком весе (2024—н.в). Чемпион NABF в полулёгком весе (2024—н.в). 
Действующий временный чемпион мира по версии WBC в полулёгком весе (до 57,2 кг).

## Биография
Начал заниматься боксом в 7 лет. Любимый боксёр — Флойд Мейвезер. Болеет за баскетбольный клуб «Бостон Селтикс».

## Любительская карьера

### World Series of Boxing2016
Представлял команду «USA Knockouts». Выступал в лёгкой весовой категории (до 60 кг). 3 марта 2016 года проиграл валлийцу Джо Кордине.

### Золотые перчатки2016
Выступал в лёгкой весовой категории (до 60 кг). В 1/8 финала победил Дэна Абрама. В четвертьфинале проиграл Малику Монтгомери.

### Чемпионат США 2016
Выступал в лёгкой весовой категории (до 60 кг). В 1/16 финала победил Хосе Масиаса. В 1/8 финала победил Николаса Салливана. В четвертьфинале победил Карлоса Диксона. В полуфинале проиграл Деланте Джонсону.

### Золотые перчатки 2017
Выступал в лёгкой весовой категории (до 60 кг). В 1/16 финала победил Хайме Агилеру. В 1/8 финала победил Йеннера Росаса. В четвертьфинале победил Далиса Калиопу. В полуфинале проиграл Эдриану Бентону.

### Чемпионат США 2017
Выступал в лёгкой весовой категории (до 60 кг). В четвертьфинале победил Джозефа Маседо. В полуфинале проиграл Кевину Монтано.

### Чемпионат США 2018
Выступал в лёгкой весовой категории (до 63 кг). В 1/8 финала проиграл Эммануэлю Рохасу.

### Панамериканские игры 2019
Выступал в лёгкой весовой категории (до 60 кг). В четвертьфинале проиграл доминиканцу Леонелю де лос Сантосу.

## Профессиональная карьера
Спортивный псевдоним — Shu Shu (египетское прозвище, означающее «Тот, кто возвышается над всеми»).
Дебютировал на профессиональном ринге 9 октября 2021 года, победив по очкам.
В декабре 2021 года подписал контракт с промоутерской компанией Top Rank.
Тренером Брюса является Кей Корома.
9 декабря 2023 года нокаутировал во 2-м раунде бывшего претендента на титул чемпиона мира в полулёгком весе американца Джейсона Санчеса.
26 июля 2025 года в Нью-Йорке (США) в со-главном поединке вечера победил №11 рейтинга WBC Матеуса Хеиту из Намибии. Бой продлился все отведенные 12-ть раундов. Кэррингтон работал от защиты, намибиец сделал ставку на тоннаж и давление, но сильно уступал в точности. Фаворит Кэррингтон победил Матеуса Хеиту и завоевал вакантный титул временного чемпиона мира в полулёгком весе по версии WBC. Статистика боя: Хеита нанес больше ударов (492-549), но уступил в точности (122-207), удары в корпус (70-43) так же за Брюсом. 

## Статистика боёв
В таблице перечислены результаты всех поединков боксёров.
В каждой строке указан результат поединка. Дополнительно номер поединка обозначен цветом, который обозначает итог поединка. Расшифровка обозначений и цветов представлена в нижеследующей таблице.
| Пример | Расшифровка                     |
| ------ | ------------------------------- |
|        | Победа                          |
|        | Ничья                           |
|        | Поражение                       |
|        | Планируемый поединок            |
|        | Поединок признан несостоявшимся |
| КО     | Нокаут                          |
| ТКО    | Технический нокаут              |
| PTS    | Решение судей (по очкам)        |
| UD     | Единогласное решение судей      |
| MD     | Решение большинства судей       |
| SD     | Раздельное решение судей        |
| RTD    | Отказ от продолжения боя        |
| DQ     | Дисквалификация                 |
| NC     | Поединок признан несостоявшимся |

| 16 поединков, 16 побед (9 нокаутом). | 16 поединков, 16 побед (9 нокаутом). | 16 поединков, 16 побед (9 нокаутом). | 16 поединков, 16 побед (9 нокаутом).                        | 16 поединков, 16 побед (9 нокаутом). | 16 поединков, 16 побед (9 нокаутом). | 16 поединков, 16 побед (9 нокаутом). |
| Бой                                  | Дата                                 | Соперник                             | Место проведения                                            | Результат                            | Примечание |                                      |
| ------------------------------------ | ------------------------------------ | ------------------------------------ | ----------------------------------------------------------- | ------------------------------------ | --- | ------------------------------------ |
| 16                                   | 26 июля 2025                         | Матеус Хейта (14-0)                  | Мэдисон Сквер Гарден, Нью-Йорк, США                         | UD 12                                | Бой за вакантный титул временного чемпиона мира в полулёгком весе по версии WBC. Счёт судей: 119-109, 119-109, 120-108.                                                                      |                                      |
| 15                                   | 29 марта 2025                        | Энрике Вивас (23-3)                  | Fontainebleau Las Vegas, Лас-Вегас, Невада, США             | TKO 3 (10)                           | Защитил титулы NABF (3-я защита Кэррингтона) и WBO Inter-Continental (3-я защита Кэррингтона) в полулёгком весе.                                                                             |                                      |
| 14                                   | 15 ноября 2024                       | Дана Кулуэлл (13-2)                  | Эй-ти-энд-ти Стэдиум, Арлингтон, Техас, США                 | UD 8                                 | Кулуэлл в нокдауне в 4-м и в 8-м раундах. Счёт: 80-70 (все). |                                      |
| 13                                   | 27 сентября 2024                     | Сулейман Сегава (17-4-1)             | Madison Square Garden Theater, Нью-Йорк, штат Нью-Йорк, США | MD 10                                | Защитил титулы NABF (2-я защита Кэррингтона) и WBO Inter-Continental (2-я защита Кэррингтона) в полулёгком весе. Завоевал титул WBC Silver в полулёгком весе. Счёт: 95-95 и 97-93 (дважды).  |                                      |
| 12                                   | 8 июня 2024                          | Брайан Де Грасия (29-3-1)            | Madison Square Garden Theater, Нью-Йорк, штат Нью-Йорк, США | TKO 8 (10)                           | Защитил титулы IBF International (1-я защита Кэррингтона), NABF (1-я защита Кэррингтона) и WBO Inter-Continental (1-я защита Кэррингтона) в полулёгком весе. Торрес в нокдауне в 4-м раунде. |                                      |
| 11                                   | 16 февраля 2024                      | Бернард Анджело Торрес (18-1)        | Madison Square Garden Theater, Нью-Йорк, штат Нью-Йорк, США | KO 4 (10)                            | Завоевал вакантные титулы IBF International, NABF и WBO Inter-Continental в полулёгком весе. Торрес в нокдауне в 4-м раунде.                                                                 |                                      |
| 10                                   | 9 декабря 2023                       | Джейсон Санчес (16-4)                | Charles F. Dodge City Center, Пемброк-Пайнс, Флорида, США   | TKO 2 (10)                           | |                                      |
| 9                                    | 26 августа 2023                      | Анхель Антонио Контрерас (13-6-2)    | Hard Rock Hotel & Casino, Талса, Оклахома, США              | UD 8                                 | Счёт: 80-72 и 79-73 (дважды). |                                      |
| 8                                    | 10 июня 2023                         | Луис Поросо (16-6)                   | Madison Square Garden Theater, Нью-Йорк, штат Нью-Йорк, США | TKO 8 (8)                            | |                                      |
| 7                                    | 8 апреля 2023                        | Брэндон Чемберс (9-0-1)              | Пруденшал-центр, Ньюарк, Нью-Джерси, США                    | KO 2 (8)                             | |                                      |
| 6                                    | 14 января 2023                       | Хуан Антонио Лопес (17-12-1)         | Turning Stone Resort Casino, Верона, штат Нью-Йорк, США     | UD 6                                 | Счёт: 60-54 (все). |                                      |
| 5                                    | 23 сентября 2022                     | Хосе Аргель (9-4)                    | Пруденшал-центр, Ньюарк, Нью-Джерси, США                    | UD 6                                 | Счёт: 60-54 (все). |                                      |
| 4                                    | 18 июня 2022                         | Адриан Лейва (3-2-1)                 | Madison Square Garden Theater, Нью-Йорк, штат Нью-Йорк, США | TKO6 (6)                             | |                                      |
| 3                                    | 19 марта 2022                        | Йеури Андухар (5-4-1)                | Madison Square Garden Theater, Нью-Йорк, штат Нью-Йорк, США | KO 5 (6)                             | |                                      |
| 2                                    | 29 января 2022                       | Стивен Браун (1-0)                   | Hard Rock Hotel & Casino, Талса, Оклахома, США              | KO 2 (4)                             | |                                      |
| 1                                    | 9 октября 2021                       | Сесар Санту (3-1)                    | Ти-Мобайл Арена, Лас-Вегас, Невада, США                     | UD 4 (4)                             | Счёт: 40-36 (все). |                                      |
| Бой                                  | Дата                                 | Соперник                             | Место проведения                                            | Результат                            | Примечание |                                      |

## Титулы и достижения

### Любительские
- 2016  Бронзовый призёр чемпионата США в лёгком весе (до 60 кг).
- 2017  Бронзовый призёр турнира «Золотые перчатки» в лёгком весе (до 60 кг).
- 2017  Бронзовый призёр чемпионата США в лёгком весе (до 60 кг).

### Профессиональные
- Титул IBF International в полулёгком весе (2024—н. в.).
- Титул NABF в полулёгком весе (2024—н. в.).
- Титул WBO Inter-Continental в полулёгком весе (2024—2025).
- Титул WBC Silver в полулёгком весе (2024—2025).
- Временный чемпион мира в полулёгком весе по версии WBC (2025—н. в.).

## Семья
Брат Брюса, Майкл Хейден, был застрелен на улице в 2014 году. Ему было 20 лет.